# Somalitaube
Die Somalitaube (Columba oliviae) ist eine wenig erforschte Taubenart, die in den Küstenregionen im Norden und Nordosten Somalias heimisch ist.

## Merkmale
Die Somalitaube erreicht eine Körperlänge von 28 cm. Die allgemeine Gefiederfärbung ist lavendelgrau. Der Mantel und die Flügel sind bräunlich getönt. Der Hinterrücken und der Bürzel sind bläulicher und dunkler grau. Die Handschwingen haben schwarze Spitzen. Der Schwanz ist schwarz mit einem grauen Mittelband. Stirn, Scheitel und Nacken sind violett-rosa. Der Hinternacken weist einen schillernden kupferbraunen Flecken mit grünem Anflug auf. Die Iris ist gelb. Die Augenumgebung ist rot oder purpurrot. Der Schnabel ist schwarz. Die Wachshaut ist weiß. Die Füße sind rosa. Bei einigen Individuen sind die Flügel schwarz gesprenkelt.

## Lebensraum

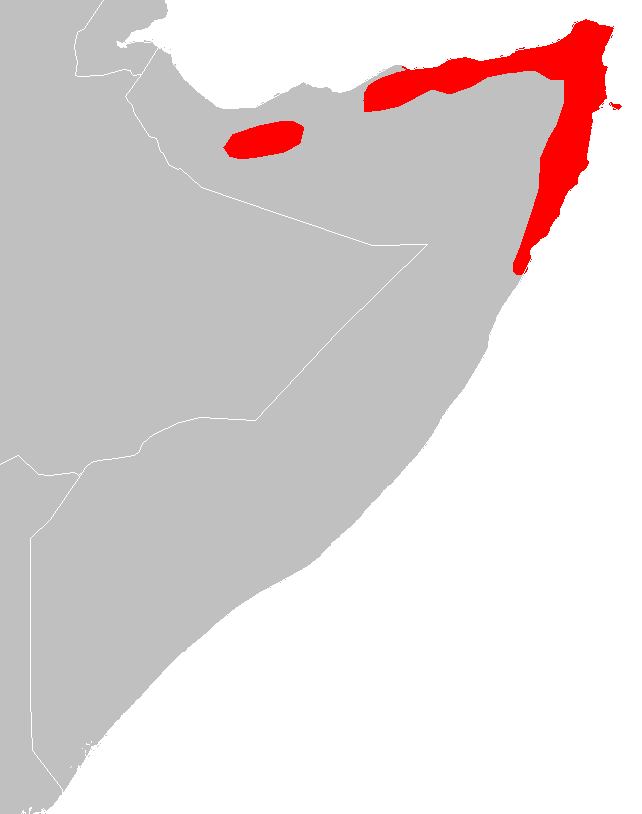
Verbreitungsgebiet (rot) der Somalitaube

Die Somalitaube bewohnt Fels- und Sandsteinhügel und Steilhänge in Höhenlagen bis 750 m. Sie kommt in Gebieten mit spärlicher Vegetation und nahezu ohne Wasser vor.

## Lautäußerungen
Die Stimme ist unzureichend dokumentiert. Ein Werberuf, der dieser Art zugeschrieben wird, umfasst ein wuk-wuk-wuk-oooh, wobei die Töne ähnlich wie bei verwandten Arten klingen, der letzte Ton aber langgezogener ist.

## Lebensweise
In den heißen Monaten von Mai bis September unternimmt die Somalitaube örtliche Wanderungen und verlässt ihren Lebensraum auf den Klippen in der Küstenebene von Guban. Sie geht hauptsächlich auf dem Boden auf Nahrungssuche, wo sie sich von Samen, Getreide und Beeren ernährt. Nester wurden im Mai und August gefunden. Zwei untersuchte Nester, die in Hohlraumnischen platziert waren, bestanden aus getrocknetem Gras. Jedes Gelege enthielt ein Ei.

## Status
Die Somalitaube wird von der IUCN in die Kategorie „unzureichende Datenlage“ (data deficient) klassifiziert. Sie hat ein eingeschränktes Verbreitungsgebiet im Nordosten Somalias und im nördlichen Somalihochland. Eine potenzielle Bedrohung könnte von der Konkurrenz durch die Guineataube (Columba guinea) ausgehen, die ihr Verbreitungsgebiet in Somalia sehr schnell ausgedehnt hat und bis 2005 in das Verbreitungsgebiet der Somalitaube eingedrungen war. Erhebungen sind erforderlich, um die aktuelle Populationsgröße, Trends und Erhaltungsanforderungen zu ermitteln. Der Krieg und die politisch unsichere Situation haben die Erforschung der Art bisher erschwert.